# Alois Lipburger
Alois Lipburger (27. srpna 1956, Andelsbuch – 4. února 2001, Füssen) byl rakouský skokan na lyžích a trenér.
Lipburger soutěžil v letech 1974 až 1981. Získal stříbrnou medaili na Světovém šampionátu v severském lyžování FIS v Lahti roku 1978. Jediná Lipburgerova dvě individuální vítězství přišla v letech na lyžích ve Spojených státech v roce 1981. O rok dříve dosáhl druhého místa v závodě na velkém můstku ve Francii.
Po ukončení aktivní kariéry působil jako trenér ve Stamsu. Poté vedl německou reprezentaci v severském kombinaci, vybudoval francouzský skokanský tým a v roce 1999 se stal trenérem rakouské reprezentace.
Zahynul při autonehodě, když se vracel se svým týmem ze závodu ve Willingenu. Řidič Martin Höllwarth a spolujezdec Andreas Widhölzl vyvázli z nehody s lehkými zraněními.